# The Face Thailand (mùa 3)
The Face Thailand, Mùa 3 bắt đầu tuyển sinh từ ngày 14 tháng 8 năm 2016 tại khu mua sắm Siam Paragon tại Bangkok. Ngày 3 tháng 9 năm 2016 Lukkade Metinee và Bee Namthip được giữ lại với vai trò tiếp tục làm huấn luyện viên và Marsha Marion được mời làm huấn luyện viên mới trong mùa giải này, nhưng rời chương trình ở Tập 8 và được thay thế bằng Cris Horwang. Khun Chanon vẫn tiếp tục dẫn chương trình trong Mùa 3. Ngày 13 tháng 9 năm 2016 nhà sản xuất thông báo ra mắt và giới thiệu 50 thí sinh từ đợt tuyển sinh. Chương trình được phát sóng vào ngày 4 tháng 2 năm 2017.
Quán quân nhận được những giải thưởng sau:
- Ký hợp đồng diễn xuất và góp mặt trong những bộ phim của nhà sản xuất Kantana Group
- Xuất hiện trên trang biên tập của tạp chí Vogue
- Trở thành gương mặt đại diện cho Maybelline
- Trở thành đại sứ thương hiệu của TRESemmé, Snail White & BMN Thailand
- 1 chuyến đi tới New York để tham dự New York Fashion Week
- 1 chuyến đi tới Paris từ Thai Designer Academy
- 1 chiếc túi da cá sấu từ Kwanpen trị giá 300.000 THB
- 1 chiếc đồng hồ Cortina Watch trị giá 200.000 THB
- t túi phụ kiện từ Charlotte Olympia trị giá 100.000 THB
- 1 chiếc điện thoại Gold Elite Samsung Galaxy S7 Edge trị giá 129.000 THB
- 1 năm sử dụng dịch vụ làm tóc từ Salon De Bear
- Giải thưởng tiền mặt trị giá 1.000.000 THB

Quán quân của Mùa 3 là Grace Boonchompaisarn đến từ đội của huấn luyện viên Marsha/Cris.

## Thí sinh
(Tính theo tuổi khi còn trong cuộc thi)
| Thí sinh                 | Biệt danh | Tuổi | Chiều cao               | Quê quán          | Huấn luyện viên | Bị loại | Thứ hạng |
| ------------------------ | --------- | ---- | ----------------------- | ----------------- | --------------- | ------- | -------- |
| Racha Rakkhapan          | Boongkie  | 26   | 1,77 m (5 ft 9+1⁄2 in)  | Samut Sakhon      | Marsha          | Tập 2   | 15       |
| Purichaya Jenjobjing     | Metploy   | 19   | 1,79 m (5 ft 10+1⁄2 in) | Chonburi          | Lukkade         | Tập 4   | 14       |
| Wanvisa Goldman          | Maya      | 22   | 1,73 m (5 ft 8 in)      | Chiang Mai        | Marsha          | Tập 5   | 13       |
| Korawan Lodsantia        | Prim      | 22   | 1,78 m (5 ft 10 in)     | Nakhon Ratchasima | Marsha          | Tập 6   | 12       |
| Jutharat Kaewmanee       | Khaw      | 27   | 1,72 m (5 ft 7+1⁄2 in)  | Bangkok           | Bee             | Tập 8   | 11       |
| Chananchida Rungpetchrat | Blossom   | 25   | 1,77 m (5 ft 9+1⁄2 in)  | Bangkok           | Bee             | Tập 9   | 10       |
| Nathachat Chanchiew      | Hana      | 25   | 1,80 m (5 ft 11 in)     | Surin             | Lukkade/Cris    | Tập 10  | 9        |
| Wilawan Anderson         | Julie     | 22   | 1,78 m (5 ft 10 in)     | Chonburi          | Marsha/Cris     | Tập 11  | 8        |
| Puttida Samainiyom       | Mint      | 20   | 1,76 m (5 ft 9+1⁄2 in)  | Kanchanaburi      | Lukkade         | Tập 12  | 7-5      |
| Tia Li Taveepanichpan    | Tia       | 20   | 1,70 m (5 ft 7 in)      | Phuket            | Bee             | Tập 12  | 7-5      |
| Pharanya Labudomsakul    | Tubtim    | 23   | 1,73 m (5 ft 8 in)      | Ubon Ratchathani  | Bee             | Tập 12  | 7-5      |
| Peemsinee Sawangkla      | Fah       | 22   | 1,78 m (5 ft 10 in)     | Nonthaburi        | Lukkade         | Tập 13  | 4-2      |
| Nattaya Thongsen         | Plengkwan | 18   | 1,75 m (5 ft 9 in)      | Phuket            | Lukkade         | Tập 13  | 4-2      |
| Maria Hoerschler         | Sky       | 21   | 1,74 m (5 ft 8+1⁄2 in)  | Ubon Ratchathani  | Bee             | Tập 13  | 4-2      |
| Natthaya Boonchompaisarn | Grace     | 22   | 1,73 m (5 ft 8 in)      | Bangkok           | Marsha/Cris     | Tập 13  | 1        |

## Các tập phát sóng

### Tập 1: Casting - Top 15
Ngày phát sóng: 4 tháng 2 năm 2017
Trong tuần đầu tiên 50 thí sinh đủ điều kiện sẽ xóa lớp trang điểm để mặt mộc tự nhiên và chụp hình dưới sự hướng dẫn của ba huấn luyện viên. Các huấn luyện viên đánh giá bằng những bức ảnh được chọn. Sẽ chỉ có 35 thí sinh tiếp tục trong tổng số 50 thí sinh ban đầu. Vòng thứ hai các thí sinh sẽ trình diễn catwalk để lựa chọn 23 thí sinh đi tiếp. Vòng thứ ba các thí sinh trang điểm đến gặp huấn luyện viên chọn ra 15 thí sinh cuối cùng.
- Team Bee: Tia, Khaw, Blossom, Sky, Tubtim.
- Team Lukkade: Hana, Mint, Metploy, Plengkhwan, Fah.
- Team Marsha: Boongkie, Maya, Julie, Grace, Prim.
- Khách mời: Tae Piyarat.

### Tập 2: Opposite Attraction - Top 14
Ngày phát sóng: 11 tháng 2 năm 2017
- Mentor Master Class: Lukkade Metinee
- Thí sinh chiến thắng Master Class: Boongkie Rakkhapan - team Marsha
- Đội chiến thắng thử thách: Bee Namthip
- Top 2 nguy hiểm: Plengkhwan Tongsaen & Boongkie Rakkhapan
- Thí sinh bị loại: Boongkie Rakkhapan
- Khách mời: Tae Piyarat
- Huấn luyện viên đặc biệt: Janie Tienphosuwan

### Tập 3: Red Carpet Catwalk With Toyota Camry - Top 13
Ngày phát sóng: 18 tháng 2 năm 2017
- Mentor Master Class: Lukkade Metinee
- Thí sinh chiến thắng Master Class: Blossom Roongpetchrat - team Bee
- Đội chiến thắng thử thách: Bee Namthip
- Top 2 nguy hiểm: Hana Chancheaw & Maya Goldman
- Thí sinh bị loại: Hana Chancheaw.

### Tập 4: Photo Shoot Crème Body Wash - Top 12
Ngày phát sóng: 25 tháng 2 năm 2017
- Mentor Master Class: Bee Namthip
- Thí sinh chiến thắng Master Class: Grace Boonchompaisarn - team Marsha
- Đội chiến thắng thử thách: Marsha Vadhanapanich
- Top 2 nguy hiểm: Blossom Roongpetchrat & Metploy Jenjobjing
- Thí sinh bị loại: Metploy Jenjobjing
- Khách mời: Mai Davika.

### Tập 5: Smoke Bomb Fashion Video - Top 11
Ngày phát sóng: 4 tháng 3 năm 2017
- Mentor Master Class: Janie Tienphosuwan
- Thí sinh chiến thắng Master Class: Khaw Kaewmanee - team Bee
- Đội chiến thắng thử thách: Lukkade Metinee
- Top 2 nguy hiểm: Tubtim Labudomsakul & Maya Goldman
- Thí sinh bị loại: Maya Goldman.

### Tập 6: Rainy Catwalk - Top 10
Ngày phát sóng: 11 tháng 3 năm 2017
- Mentor Master Class: Lukkade Metinee
- Thí sinh chiến thắng Master Class: Plengkhwan Tongsaen - team Lukkade
- Đội chiến thắng thử thách: Lukkade Metinee
- Top 2 nguy hiểm: Tia Taveepanichpan  & Prim Lodsantia
- Thí sinh bị loại: Prim Lodsantia
- Khách mời: Sonia Couling, Sabina Meisinger, Ticha Chumma.

### Tập 7: Make New York Angels Happen - Top 9
Ngày phát sóng: 18 tháng 3 năm 2017
- Mentor Master Class: Marsha Vadhanapanich
- Thí sinh chiến thắng Master Class: Grace Boonchompaisarn - team Marsha
- Đội chiến thắng thử thách: Marsha Vadhanapanich
- Top 2 nguy hiểm: Tubtim Labudomsakul & Mint Samainiyom
- Thí sinh bị loại: Mint Samainiyom
- Khách mời: Janie Tienphosuwan, Bella Campen.

### Tập 8: SnailWhite Winter Runway - Top 8
Ngày phát sóng: 25 tháng 3 năm 2017
- Mentor Master Class: Bee Namthip
- Thí sinh chiến thắng Master Class: Sky Hoerschler - team Bee
- Đội chiến thắng thử thách: Lukkade Metinee
- Top 2 nguy hiểm: Khaw Kaewmanee & Julie Anderson
- Thí sinh bị loại: Khaw Kaewmanee

Trong tập này, Marsha rời chương trình và được thay thế bằng Cris Horwang.

### Tập 9: Morning After - Top 9
Ngày phát sóng: 1 tháng 4 năm 2017
- Thí sinh chiến thắng Master Class: Julie Anderson - team Cris
- Thí sinh quay lại trong đội mới: Hana Chancheaw- team Cris
- Thí sinh quay lại: Mint Samainiyom - team Lukkade
- Đội chiến thắng thử thách: Cris Horwang
- Top 2 nguy hiểm: Blossom Roongpetchrat & Fah Sawangkla
- Thí sinh bị loại: Blossom Roongpetchrat
- Khách mời: Pachara Chirathivat.

### Tập 10: Zorb Ball Catwalk - Top 8
Ngày phát sóng: 8 tháng 4 năm 2017
- Mentor Master Class: Cris Horwang
- Thí sinh chiến thắng Master Class: Julie Anderson - team Cris
- Đội chiến thắng thử thách: Bee Namthip
- Top 2 nguy hiểm: Mint Samainiyom & Hana Chancheaw
- Thí sinh bị loại: Hana Chancheaw
- Khách mời: Urassaya Sperbund.

### Tập 11: Heaven Helps You - Top 7
Ngày phát sóng: 15 tháng 4 năm 2017
- Mentor Master Class: Lukkade Metinee
- Thí sinh chiến thắng Master Class: Mint Samainiyom - team Lukkade
- Đội chiến thắng thử thách: Lukkade Metinee
- Top 2 nguy hiểm: Tubtim Labudomsakul & Julie Anderson
- Thí sinh bị loại: Julie Anderson.

### Tập 12: Make New York MV Happen - Top 4
Ngày phát sóng: 22 tháng 4 năm 2017
- Mentor Master Class: Bee Namthip
- Thí sinh chiến thắng Master Class: Tia Taveepanichpan - team Bee
- Đội chiến thắng thử thách: Lukkade Metinee
- Chiến thắng thử thách:  Plengkhwan Tongsaen
- Top 3 được chọn bởi các huấn luyện viên: Grace Boonchompaisarn, Fah Sawangkla & Sky Hoerschler
- Thí sinh thứ tư vào Chung kết nhờ chiến thắng thử thách: Plengkhwan Tongsaen
- Thí sinh bị loại:  Mint Samainiyom, Tia Taveepanichpan & Tubtim Labudomsakul
- Khách mời: Urassaya Sperbund.

### Tập 13: Final Walk - Chung kết
Ngày phát sóng: 29 tháng 4 năm 2017
- Top 4: Fah Sawangkla, Plengkhwan Tongsaen, Sky Hoerschler & Grace Boonchompaisarn
- Chiến thắng thử thách: Fah Sawangkla
- The Face Thailand: Grace Boonchompaisarn
- Khách mời: Marsha Vadhanapanich, Rhatha Phongam, Sabina Meisinger, Ticha Chumma
- Khách mời danh dự: Princess Ubolratana Rajakanya Sirivadhana Barnavadi.

## Bảng loại trừ
| Thí sinh              | Tập | Tập       | Tập       | Tập       | Tập       | Tập        | Tập       | Tập       | Tập       | Tập       | Tập       | Tập       | Tập     | Tập       |
| Thí sinh              | 1   | 2         | 3         | 4         | 5         | 6          | 7         | 8         | 9         | 10        | 11        | 12        | 13      | 13        |
| --------------------- | --- | --------- | --------- | --------- | --------- | ---------- | --------- | --------- | --------- | --------- | --------- | --------- | ------- | --------- |
| Chiến thắng thử thách |     | Boongkie  | Blossom   | Grace     | Khaw      | Plengkhwan | Grace     | Sky       | Julie     | Julie     | Mint      | Tia       | Fah     |           |
| Grace                 | Qua | An toàn   | An toàn   | Thắng     | An toàn   | An toàn    | Thắng     | An toàn   | Thắng     | An toàn   | An toàn   | Nguy hiểm | An toàn | Quán quân |
| Sky                   | Qua | Thắng     | Thắng     | An toàn   | An toàn   | An toàn    | An toàn   | An toàn   | An toàn   | Thắng     | An toàn   | Nguy hiểm | An toàn | Á quân    |
| Fah                   | Qua | An toàn   | An toàn   | An toàn   | Thắng     | Thắng      | An toàn   | Thắng     | Nguy hiểm | An toàn   | Thắng     | Nguy hiểm | An toàn | Á quân    |
| Plengkhwan            | Qua | Nguy hiểm | An toàn   | An toàn   | Thắng     | Thắng      | An toàn   | Thắng     | An toàn   | An toàn   | Thắng     | Thắng     | An toàn | Á quân    |
| Mint                  | Qua | An toàn   | An toàn   | An toàn   | Thắng     | Thắng      | Loại      |           | An toàn   | Nguy hiểm | Thắng     | Loại      |         |           |
| Tia                   | Qua | Thắng     | Thắng     | An toàn   | An toàn   | Nguy hiểm  | An toàn   | An toàn   | An toàn   | Thắng     | An toàn   | Loại      |         |           |
| Tubtim                | Qua | Thắng     | Thắng     | An toàn   | Nguy hiểm | An toàn    | Nguy hiểm | An toàn   | An toàn   | Thắng     | Nguy hiểm | Loại      |         |           |
| Julie                 | Qua | An toàn   | An toàn   | Thắng     | An toàn   | An toàn    | Thắng     | Nguy hiểm | Thắng     | An toàn   | Loại      |           |         |           |
| Hana                  | Qua | An toàn   | Loại      |           |           |            |           |           | Thắng     | Loại      |           |           |         |           |
| Blossom               | Qua | Thắng     | Thắng     | Nguy hiểm | An toàn   | An toàn    | An toàn   | An toàn   | Loại      |           |           |           |         |           |
| Khaw                  | Qua | Thắng     | Thắng     | An toàn   | An toàn   | An toàn    | An toàn   | Loại      |           |           |           |           |         |           |
| Prim                  | Qua | An toàn   | An toàn   | Thắng     | An toàn   | Loại       |           |           |           |           |           |           |         |           |
| Maya                  | Qua | An toàn   | Nguy hiểm | Thắng     | Loại      |            |           |           |           |           |           |           |         |           |
| Metploy               | Qua | An toàn   | An toàn   | Loại      |           |            |           |           |           |           |           |           |         |           |
| Boongkie              | Qua | Loại      |           |           |           |            |           |           |           |           |           |           |         |           |

Team Cris
Team Bee
Team Lukkade
Team Marsha
     Thí sinh chiến thắng
     Thí sinh về nhì
     Thí sinh chiến thắng thử thách theo nhóm
     Thí sinh lọt vào Top nguy hiểm
     Thí sinh bị loại